# Žica
Žíca je prožen kovinski pramen. Oblikuje se z vlečenjem skozi luknjo v matriki ali vlečni plošči. Žice so na voljo v različnih standardnih velikostih, izraženih z merilom ali površino prečnega prereza.
Žice se uporabljajo za prenašanje mehanskih obremenitev, pogosto v obliki žične vrvi. V elektroenergetiki in telekomunikacijskih signalih se »žica« lahko nanaša na električni kabel, ki lahko vsebuje »trdno jedro« iz ene žice ali več ločenih pletenih pramenov.
Običajno ima žica valjasto geometrijo, lahko pa je tudi kvadratnega, šestkotnega, sploščenega pravokotnega ali drugega preseka, bodisi za dekorativne namene bodisi za tehnične namene, na primer za visoko učinkovite tuljave v zvočnikih. Iz posebne sploščene žice so narejene vzmeti z navitim robom, kot je Slinkyjeva spirala.